# Leonardo S.p.A.
Leonardo (раніше Finmeccanica) — один з найбільших машинобудівних холдингів в Італії. Структурні підрозділи холдингу виконують замовлення у сферах оборони, енергетики, вертольотобудування, телекомунікацій і транспорту.

## Власники
Найбільший акціонер компанії — Міністерство економіки і фінансів Італії (30,2 %).

## Структура
Leonardo працює в чотирьох секторах і має сім підрозділів: «Вертольоти», «Літаки», «Авіаційні конструкції», «Авіаційні та космічні системи», «Електроніка для наземних і морських засобів оборони», «Системи безпеки і захисту інформації», «Оборонні системи».